# Amerikanisch-Tripolitanischer Krieg
Der Amerikanisch-Tripolitanische Krieg, auch bezeichnet als Erster Barbareskenkrieg, war ein von 1801 bis 1805 geführter Krieg zwischen den Vereinigten Staaten von Amerika und der Regentschaft Tripolis. Er war der erste von zwei Kriegen der USA gegen einen Barbareskenstaat.

## Hintergrund
Seit dem 17. Jahrhundert bildeten Algier, Tunis und Tripolis weitgehend unabhängige Staaten, die, auch wenn sie offiziell dem Osmanischen Reich unterstanden, größtenteils von Piraterie und Tributzahlungen lebten. Das Gleiche galt im frühen 19. Jahrhundert auch für das Königreich Marokko. Handelsschiffe aus den britischen Kolonien in Nordamerika, welche das Mittelmeer befuhren, standen bis zum Amerikanischen Unabhängigkeitskrieg unter dem Schutz der Royal Navy. Während des Unabhängigkeitskrieges wurde dieser Schutz vorübergehend von Frankreich übernommen, das die 13 Kolonien gegen England unterstützte.
Nach dem erfolgreichen Abschluss der Revolution im Jahr 1783 wurden die nunmehr unabhängigen Kolonien selbst für den Schutz ihrer Bürger und deren Handelsschiffe verantwortlich. Die neue Regierung der jungen USA verfügte anfangs weder über die erforderlichen Mittel, um eine eigene Seemacht zum Schutz von unbewaffneten Schiffen im Mittelmeer ins Feld schicken zu können, noch über die dazugehörige Autorität. Daher wurde 1784 zunächst entschieden, die Piratenstaaten an der südlichen Mittelmeerküste wie schon vor der Revolution im Fall des Falls mit Tributzahlungen zu besänftigen.
Nachdem die Nachricht über die Versklavung von US-Bürgern die amerikanische Öffentlichkeit erreicht hatte, kam die US-Regierung unter Handlungsdruck. Im März 1785 reisten Thomas Jefferson und John Adams nach London, um mit dem Abgesandten von Tripolis, Botschafter Sidi Haji Abdrahaman, über eine Einstellung der Angriffe zu verhandeln.
Jefferson sprach sich weiterhin für eine Einstellung der Tributzahlungen aus und erhielt zunehmende Unterstützung von George Washington und anderen. Als die US-amerikanische Marine im Jahr 1794 wieder in Dienst gestellt wurde, lag es für die USA nahe, die Zahlungen einzustellen. Der Quasi-Krieg mit Frankreich in den späten 1790er Jahren hatte gezeigt, dass die US-amerikanische Flotte inzwischen stark genug war, um die Interessen der Nation zu vertreten.
Am 4. November 1796 schlossen die USA und die Regentschaft Tripolis den Vertrag von Tripolis. Darin wurden Zahlungen und Schutzerklärungen festgeschrieben.

## Kriegserklärung und Marineblockade
Als Thomas Jefferson 1801 selbst Präsident der Vereinigten Staaten wurde, verlangte der Pascha von Tripolis 225.000 Dollar als Tribut von der neuen Regierung. Jefferson verweigerte jedoch, entsprechend seiner bisherigen Haltung, die Zahlung. Daher erklärte der Pascha im Mai 1801 den USA den Krieg, indem er den Fahnenmast vor dem US-amerikanischen Konsulat fällen ließ. Marokko, Algier und Tunis schlossen sich diesem Schritt an.
Jefferson entsandte zunächst einige Fregatten zur Verteidigung US-amerikanischer Interessen ins Mittelmeer und unterrichtete darüber den Kongress. Dieser erwiderte die Kriegserklärung zwar nicht, ermächtigte den Präsidenten jedoch, US-amerikanischen Kriegsschiffen die Beschlagnahme von Schiffen und Waren des Paschas zu gestatten sowie „alle weiteren Maßnahmen zur Abwehr oder zum Angriff, je nachdem wie die Kriegslage dies erfordert“.
Als die Amerikaner militärische Stärke demonstrierten, gaben Algier und Tunis fast augenblicklich nach, nicht jedoch Tripolis und Marokko. Die US-amerikanische Marine wurde nicht herausgefordert und so blieb für den Moment die Angelegenheit unentschieden. Im darauf folgenden Jahr forcierte Jefferson die Entwicklung durch eine Verstärkung der Militärmacht und die Entsendung von vielen der besten Schiffe der Marine in die Region über das ganze Jahr 1802. Die US-Marineschiffe Constitution, Constellation, Philadelphia, Chesapeake, Argus, Syren und Intrepid waren allesamt im Krieg im Einsatz unter dem Oberkommando von Commodore Edward Preble. Im Jahre 1803 etablierte Preble eine Blockade der Barbareskenhäfen, hielt sie das ganze Jahr über aufrecht und führte dabei mehrere Gefechte mit gegnerischen Schiffen.

## Schlachten
Im Oktober 1803 gelang es der tripolitanischen Flotte, die Philadelphia unbeschädigt zu erbeuten, nachdem die Fregatte bei einer Patrouille im Hafen von Tripolis auf Grund gelaufen war.
Die Amerikaner versuchten vergeblich, das Schiff flottzumachen, während sie unter dem Beschuss der Küstengeschütze und tripolitanischer Marineeinheiten standen. Das Schiff wurde geentert, Kapitän William Bainbridge und sämtliche Besatzungsmitglieder wurden an Land gebracht und als Geiseln genommen. Am 16. Februar 1804 gelang es einem kleinen Kontingent US-amerikanischer Seeleute unter der Führung von Leutnant Stephen Decatur Jr., mit der getarnten Intrepid in den Hafen von Tripolis einzudringen und die Philadelphia in Brand zu setzen, womit ihr Einsatz durch den Feind verhindert wurde. Decaturs Mut während der Aktion machte ihn zu einem der ersten US-amerikanischen Kriegshelden nach der Revolution.
Commodore Preble griff Tripolis am 14. Juli 1804 direkt an. Unter anderem versuchte die Intrepid, einem Brander ähnlich, voll beladen mit Sprengstoff unter Kapitän Somers den Hafen von Tripolis zu erreichen, um dort die feindliche Flotte zu zerstören. Aus ungeklärten Ursachen explodierte das Schiff aber schon vorher, Somers und die Mannschaft wurden getötet. Der Wendepunkt des Krieges war die Schlacht von Derna im April und Mai 1805, die durch einen Angriff auf dem Landweg eingeleitet wurde, an dem US-amerikanische Marineinfanterie sowie arabische, griechische und berberische Söldner teilnahmen.

## Friedensvertrag und Folgen des Kriegs
Zermürbt durch die Blockade und Angriffe, vor allem den auf Tripolis, und in Sorge, dass sein abgesetzter älterer Bruder Hamet wieder als Herrscher eingesetzt werden könnte, unterzeichnete Yusuf Karamanli am 10. Juni 1805 einen Waffenstillstandsvertrag. Der US-amerikanische Senat bestätigte diesen im folgenden Jahr. Im Vertrag wurde ein Gefangenenaustausch vereinbart, in dem etwa 300 US-Bürger gegen etwa 100 Tripolitaner und 60.000 Dollar gegengerechnet wurden. Die Bezahlung von Lösegeld wurde von den USA als „Tribut“ bezeichnet, trotzdem kritisierte William Eaton, dass die Eroberung von Derna nicht als Faustpfand zur Freilassung aller US-Bürger verwendet worden war. Er glaubte auch, dass die Ehre der Vereinigten Staaten durch das Fallenlassen des von ihnen anfangs unterstützten Hamet Karamanli verletzt worden war. Diese Einwände wurden im Zuge der wachsenden internationalen Spannungen, die zum Britisch-Amerikanischen Krieg führen sollten, kaum wahrgenommen.
Insgesamt kann der Amerikanisch-Tripolitanische Krieg als erster Test des neuen US-amerikanischen Heeres (United States Army) angesehen werden. Die US-amerikanische Marine (United States Navy) einschließlich ihrer Marineinfanterie (United States Marine Corps) wurde fester Bestandteil der Streitkräfte. Es zeigte sich, dass Truppen etwa aus Georgia und New York auch gemeinsam als Amerikaner kämpfen konnten.
Das Problem der Piraterie an der nordafrikanischen Küste war nicht endgültig gelöst, schon 1807 begann Algier wieder, US-amerikanische Schiffe festzusetzen. Erst 1815, nach dem Britisch-Amerikanischen Krieg, erreichten die USA im Zweiten Barbareskenkrieg einen dauerhaften Sieg.

## Film
- Tripolis (Originaltitel: Tripoli). Spielfilm, USA 1950, Regie: Will Price, 96 min.
- Die Jagd nach dem weißen Gold (= zweiter Teil der Serie Piraten). Doku-Drama, D 2015, 50 min.